# 亨賈姆島

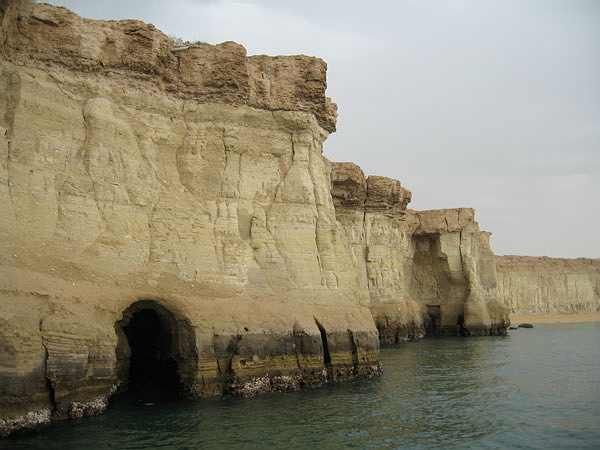

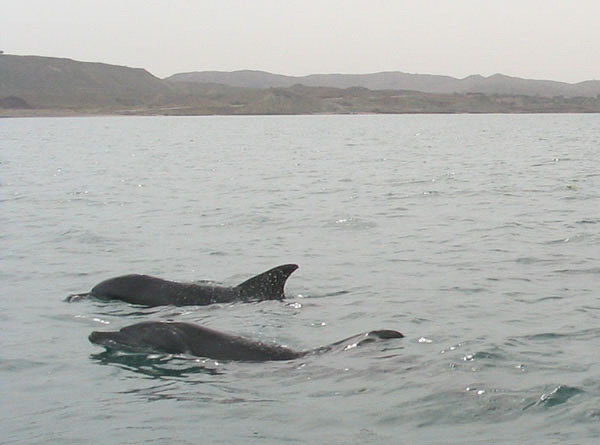

亨賈姆島是伊朗的島嶼，位於波斯灣，長9.5公里、寬5公里，面積36.6平方公里，最高點海拔高度106米，主要經濟活動有漁業和旅遊業，2001年人口約2,500。

## 外部連結
- Hengam Island（页面存档备份，存于）

26°38′N 55°52′E / 26.633°N 55.867°E